# Ademilde Fonseca

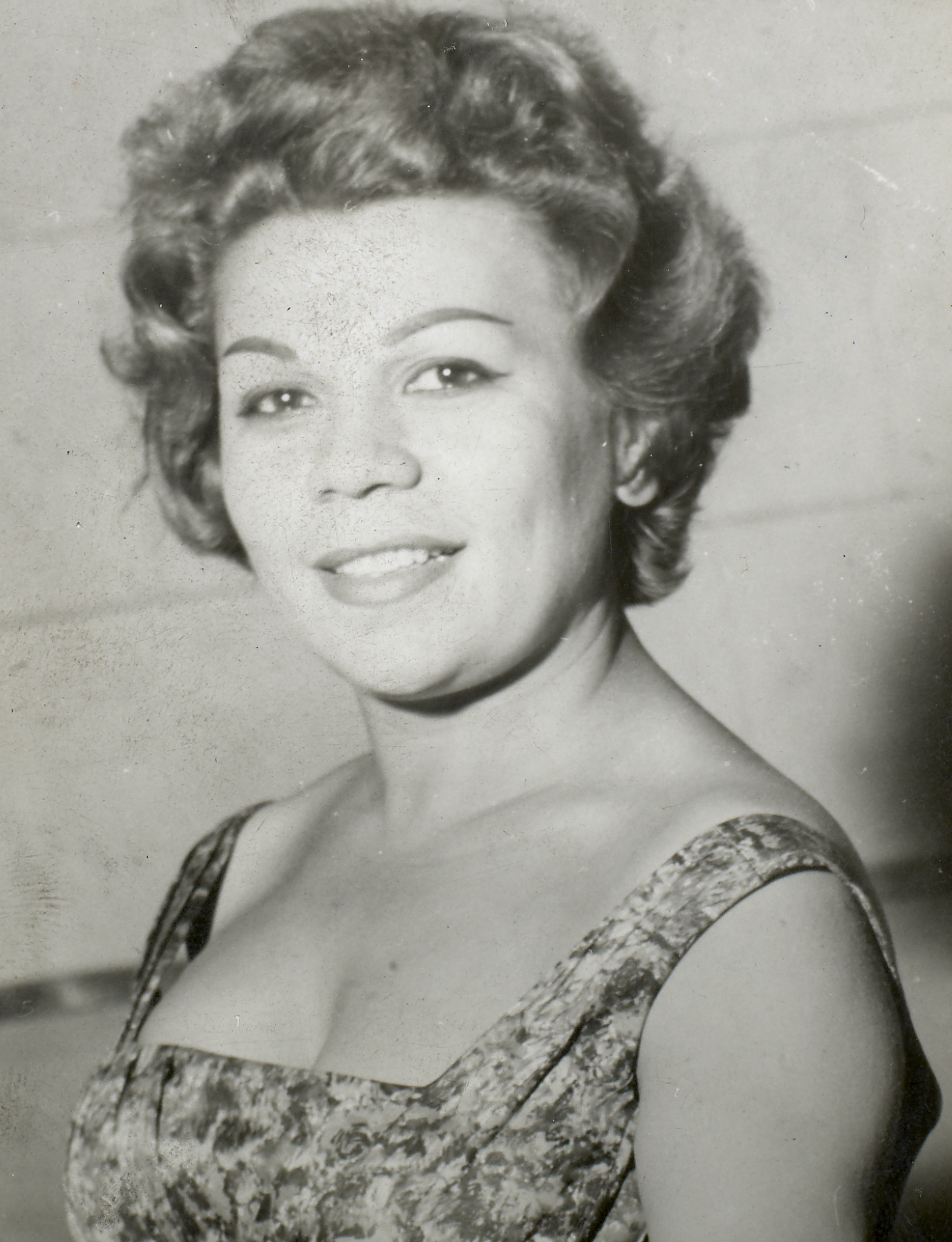
Ademilde Fonseca (1959, Correio da Manhã)

Delfino Ademilde Fonseca (* 4. März 1921 in São Gonçalo do Amarante; † 27. März 2012 in Rio de Janeiro) war eine brasilianische Sängerin des Choro.

## Leben und Wirken
Fonseca wuchs in Natal auf, wo sie schon früh auftrat und den Musiker Naldimar Gedeão Delfim heiratete. 1941 zog das Paar nach Rio und Fonseca trat in Renato Murces Show Papel Carbono auf; im Jahr darauf hatte sie einen ersten Hit mit Tico-Tico no Fubá mit der Band von Benedito Lacerda. 1943 nahm sie Apanhei-te, Cavaquinho und Urubu Malandro auf, was zu einer erfolgreichen Karriere als Sängerin führte. 1944 bekam sie einen Vertrag beim Radiosender Rádio Tupi in Rio de Janeiro; 1945 spielte sie die Polka Rato, Rato auf, die als Klassiker des Choro-Genres gilt und ihr den Titel Rainha do Choro einbrachte. Begleitet von Garoto und Conjunto Bossa Clube nahm sie weitere Choro-Titel wie Sonhador, Celestial oder Meu Cavaquinho auf. Nach dem Niedergang des Choro in den 1940er Jahren hatte sie erst wieder in den 1950er Jahren Erfolg mit Brasileirinho und Teco-teco, begleitet von Waldir Azevedo. 1952 trat sie in Paris mit Severino Araújos Orquestra Tabajara auf. Bis 1955 entstanden eine Reihe von Alben, und sie trat in Sendungen des Rádio Nacional auf. 1964 ging sie in Portugal und Spanien mit dem Sänger Jamelão auf Tournee. In Shows des Teatro Opinião hatte Fonseca 1970 erfolgreiche Auftritte mit ihren alten Hits; 1975 erschien das Album Top Tape.

## Diskographische Hinweise
- Títulos de Nobreza - Ademilde no Choro
- Ademilde Fonseca & Seus Choreos Maravilhosos
- Os Grandes Sucessos Juninos
- Rainha do Choro (1997)